# 霍利亞夫基
51°13′25″N 31°54′27″E / 51.22361°N 31.90750°E
霍利亞夫基（烏克蘭語：Холявки），是烏克蘭北部的村莊，隸屬切爾尼希夫州的尼任區。該村面積0.24平方公里，海拔高度121米，2001年人口36，人口密度每平方公里149.4人。